# كأس تونس للكرة الطائرة للرجال 1966–67
كأس تونس للكرة الطائرة للرجال 1967-1966 هو الموسم رقم 11 من كأس تونس للكرة الطائرة للرجال.

فاز بهذا الموسم الترجي الرياضي التونسي.

## روابط خارجية
- الموقع الرسمي للجامعة التونسية للكرة الطائرة.